# Ringhals, Skällåkra och Lingome
Ringhals, Skällåkra och Lingome är en av SCB avgränsad och namnsatt tätort (före 2018 småort) i Varbergs kommun, Hallands län. Området omfattar bebyggelse i östra delen av Skällåkra och västra delen av Lingome i Värö socken belägna i nära anslutning till Ringhals kärnkraftverk omkring tre kilometer norr om Bua.

## Befolkningsutveckling
| Befolkningsutvecklingen i Ringhals, Skällåkra och Lingome 2015–2020                   | Befolkningsutvecklingen i Ringhals, Skällåkra och Lingome 2015–2020 | Befolkningsutvecklingen i Ringhals, Skällåkra och Lingome 2015–2020 | Befolkningsutvecklingen i Ringhals, Skällåkra och Lingome 2015–2020 | Befolkningsutvecklingen i Ringhals, Skällåkra och Lingome 2015–2020 |
| ------------------------------------------------------------------------------------- | ------------------------------------------------------------------- | ------------------------------------------------------------------- | ------------------------------------------------------------------- | ------------------------------------------------------------------- |
|                                                                                       |                                                                     |                                                                     |                                                                     |                                                                     |
| År                                                                                    |                                                                     |                                                                     | Folkmängd                                                           | Areal (ha)                                                          |
| 2005                                                                                  | 2005                                                                |                                                                     | 103                                                                 | 28#                                                                 |
| 2010                                                                                  | 2010                                                                |                                                                     | 109                                                                 | 28#                                                                 |
| 2015                                                                                  | 2015                                                                |                                                                     | 188                                                                 | 113#                                                                |
| 2020                                                                                  | 2020                                                                |                                                                     | 252                                                                 | 227                                                                 |
| Anm.: expanderade åt öster (Lingome) 2015 och åt väster 2020 (Ringhals) # Som småort. |                                                                     |                                                                     |                                                                     |                                                                     |